# 松林宗惠
松林宗惠（松林 宗恵，1920年7月7日—2009年8月15日），日本電影導演，善於執導戰爭片，也執導《社長系列》多部，不過《社長太平記》電影也是關於社長當兵參戰的故事，與戰爭意味脫不了關係。

## 生平
自幼信仰淨土教（佛教的其中一種），1938年畢業後進入京都龍谷大學専門部，後來又進入日本大學藝術學部，1942年考上東寶攝影所的助監部。不久之後二戰來臨加入了海軍，又晉升少尉，帶領海軍陸戰隊150人進駐廈門，戰後回到東寶公司，後來因為東寶公司起內鬨，轉到新東寶公司。
1952年再度回到東寶公司，在出道其間，拍攝喜劇《社長系列》，由森繁久彌為主角，出生海軍的他，對戰時海軍的歷史故事念念不忘，「太平洋之嵐」、「聯合艦隊」等多部戰爭片就此問世。
2004年故鄉為他設立「松林宗惠紀念館」，2009年8月15日7點10分因心力衰竭去世，享年89歲。

## 電影作品
- 人間魚雷回天（1955年）
- 社長三代記（1958年）
- 社長太平記（1959年）
- 潛艇I-57號不投降（1959年）
- 太平洋之嵐（1960年）
- 社長道中記（1961年）
- 世界大戰爭（1961年）
- 太平洋之翼（1963年）
- 社長學ABC（1970年）
- 聯合艦隊（1981年）

## 電視劇
- 超人力霸王傑克